# القورو
القورو هي شركة ريادية ومنصة سعودية مختصة في تقنيات التعليم، حصلت على العديد من الجوائز المحلية والعالمية منها المركز الأول في جائزة "ابتكر" وكأس العالم لريادة الأعمال لأفضل 20 شركة ناشئة (EWC2022)، كما تم تصنيفها قائمة ضمن HolonIQ لأفضل 50 شركة ناشئة واعدة في مجال التعليم في الشرق الأوسط وشمال أفريقيا و ضمن أعلى 40 شركة سعودية في مجال التعليم، وتعد واحدة من أبرز المنصات التعليم عبر الأنترنت في السعودية ومنطقة الخليج.
أبرمت عدة اتفاقيات شراكة مع منصات شهيرة مثل رواق وأعنّاب، وفي عام 2023 انضمت إلى برنامج الشركات السعودية المليارية (Saudi Unicorns) برعاية وزارة الاتصالات وتقنية المعلومات السعودية ومؤسسة مسك الخيرية من أجل تأهيلها للتقييم الملياري، كما حظيت بجولات استثمار جرئ من عدة صناديق بارزة ومنها: Techstars و RAZ Group و RZM Investment و 100Ventures وغيرها.

## تاريخها
أسسها خالد أبو قاسم عام 2021 ولكن إنطلاقتها الحقيقية بدأت عند استحواذها على منصة تشل ليرن وهي منصةٌ متخصصةٌ بالتعليم الخصوصي أسسها مهند الجاسر والذي استلهم فكرتها في عام 2014 وأثناء دراسته بكندا حيث تعرض للإصابة بمرض التصلب اللويحي المتعدد مما دفعه إلى اللجوء إلى التواصل مع مدرسين عبر برنامج سكايب (Skype)، وتلك التجربة كانت الشرارة التي ألهمته لإطلاق منصة تسهّل التواصل بين المدرسين والطلاب متخصصة فقط في هذا المجال فأطلق الجاسر منصة علمني عام 2016 لربط الطلاب بمدرسين خصوصيين من خلال حصص عبر الإنترنت والتي حصدت الفوز في برنامج مسرعة رواد التقنية الذي وضعته وزارة الاتصالات وتقنية المعلومات السعودية (MCIT)، كما حققت نجاحًا آخر في الهاكاثون الذي نظّمته تيك ستارز ووزارة التعليم.
وفي عام 2020 تم دمج المنصتين تحت اسم منصة القورو وكان لها نصيب أوفر من النجاح إذ حققت القبول في مسرعات الأعمال تيك ستارز الرياض وحصلت على 600,000 دولار في مرحلتها الأولية للاستثمار، وفي عام 2021 حصلت على استثمار بقيمة 2.25 مليون ريال في جولة استثمارية (Pre-Seed)، وفي عام 2022 حصلت على استثمار بقيمة 1.8 مليون دولار من عدة صناديق استثمارية وهي RAZ Group و RZM Investment و 100 Ventures وRAY Investment.
أبرمت عدة اتفاقيات شراكة مع منصات شهيرة مثل رواق وعنّاب، كما تلقى حالياً دعم واحتضان من عدة جهات وهي: مدينة الملك عبدالعزيز للعلوم والتقنية وهيئة الاتصالات وتقنية المعلومات ممثله بمركز (كود) والهيئة العامة للمنشآت الصغيرة والمتوسطة (منشآت).

## خدماتها
تضم القورو ما يزيد عن 700 معلم خصوصي معتمد في 20 مجال أكاديمي، وفي المقابل قدمت القورو خدماتها لأكثر من عشرة آلاف طالب.

## الجوائز
- جائزة SME2022 كأفضل شركة مختصة بتقنيات التعليم الخصوصي في المنطقة.[23]
- القبول في الدفعة الأولى في برنامج الشركات المليارية السعودي والحصري على شركات ناشئة محدودة.[24]
- كأس العالم لريادة الأعمال لأفضل 20 شركة ناشئة (EWC2022).[25]
- نصف نهائي قمة GSV Elite 200 GSV Summit.[26]
- المركز الأول في جائزة ابتكر من منشآت لدعم ريادة الأعمال والشركات الابتكارية الناشئة.
- قائمة HolonIQ لأفضل 50 شركة ناشئة واعدة في مجال التعليم في المنطقة.[4]

## وصلات خارجية
- الموقع الرسمي
- مقابلة للمنصة مع قناة العربية على يوتيوب
- مقابلة للمنصة مع قناة CNBC على يوتيوب
- مقابلة مع قناة الشرق بلومبرغ على يوتيوب